# 밀양 수산제 수문
밀양 수산제 수문(密陽 守山提 水門)은 대한민국 경상남도 밀양시 하남읍 수산리에 있었던 관개용 저수지인 수산제의 수문이다. 1990년 12월 20일 경상남도의 기념물 제102호 수산제 수문으로 지정되었다가, 2018년 12월 20일 현재의 명칭으로 변경되었다.

## 개요
수산제는 경남 밀양에 있었던 관개용 저수지로서 원삼국시대에 축조되었다고 추측된다.
『세종실록지리지』·『신동국여지승람』을 보면 후대에도 여러 번 제방을 고쳐 쌓은 기록이 나타나는데, 임진왜란(1592) 이후에 황폐하여 이용하지 못하였다고 한다. 1928년까지 황토흙으로 된 제방의 일부가 남아 있었으나 지금은 없어지고 저수지는 논으로 변하였다.
이곳의 제방은 낙동강의 지류인 용진강이 범람해 오는 것을 막기 위해 쌓은 것으로, 양수와 배수를 위해 수산리 산 524-1번지 부근 자연암반 밑으로 수문을 내었는데 그 수문의 흔적이 흙 속에 묻힌 채 지금도 남아있다.

## 같이 보기
- 수산제

## 참고 자료
- 밀양 수산제 수문 - 국가유산청 국가유산포털